# Víctor Manuel Pérez Ramos
Víctor Manuel Pérez Ramos (Sevilla, España, 12 de abril de 1982) es un jugador de baloncesto español que juega de escolta. Juega en el Club Baloncesto Huelva la Luz de la Liga EBA española. Es hermano del también exbaloncestista Raúl Pérez Ramos.

## Trayectoria
Jugador sevillano formado en las categorías inferiores del Caja San Fernando donde disputó cuatro temporadas en Liga EBA llegando a debutar en ACB (al final de la temporada 2001-02 tuvo una aparición testimonial en 2 partidos). Víctor es hermano de un mito en Sevilla, Raúl Pérez que, jugando en el equipo sevillano, fue el abuelo de la ACB con sus 37 años (12 temporadas en el  Caja San Fernando, ganador del concurso de triples 2003 y 770 triples anotados en la ACB). De hecho Víctor, gracias a su debut en ACB, tiene un récord difícil de igualar: fue el primer jugador en jugar en todas las categorías del Caja San Fernando cuando consiguió debutar en la ACB el 27-04-2002 frente al Gijón. 
Más tarde, llegó al Canasta Unibasket Jerez, con el malogrado Toa Paterna en el banquillo, tras tres temporadas de experiencia en LEB2, dos en Gandía y una en Calpe. Estuvo dos temporadas en Jerez (Bronce y Plata) antes de estar dos temporadas más en Tíjola (las dos en Plata), donde en la temporada 2011-12 fue considerado uno de los mejores escoltas de la LEB Plata. La temporada 2011-12 fue la de su debut en la Adecco Oro con el Grupo Iruña Navarra.
En la temporada 2012-13 firma por el Unión Financiera Oviedo, donde disputaría cinco temporadas en Liga LEB Oro con el conjunto ovetense.
En agosto de 2020, tras 20 años de carrera profesional, con 38 años firma por el Club Baloncesto Huelva la Luz de la Liga EBA.